# Ridnauntal

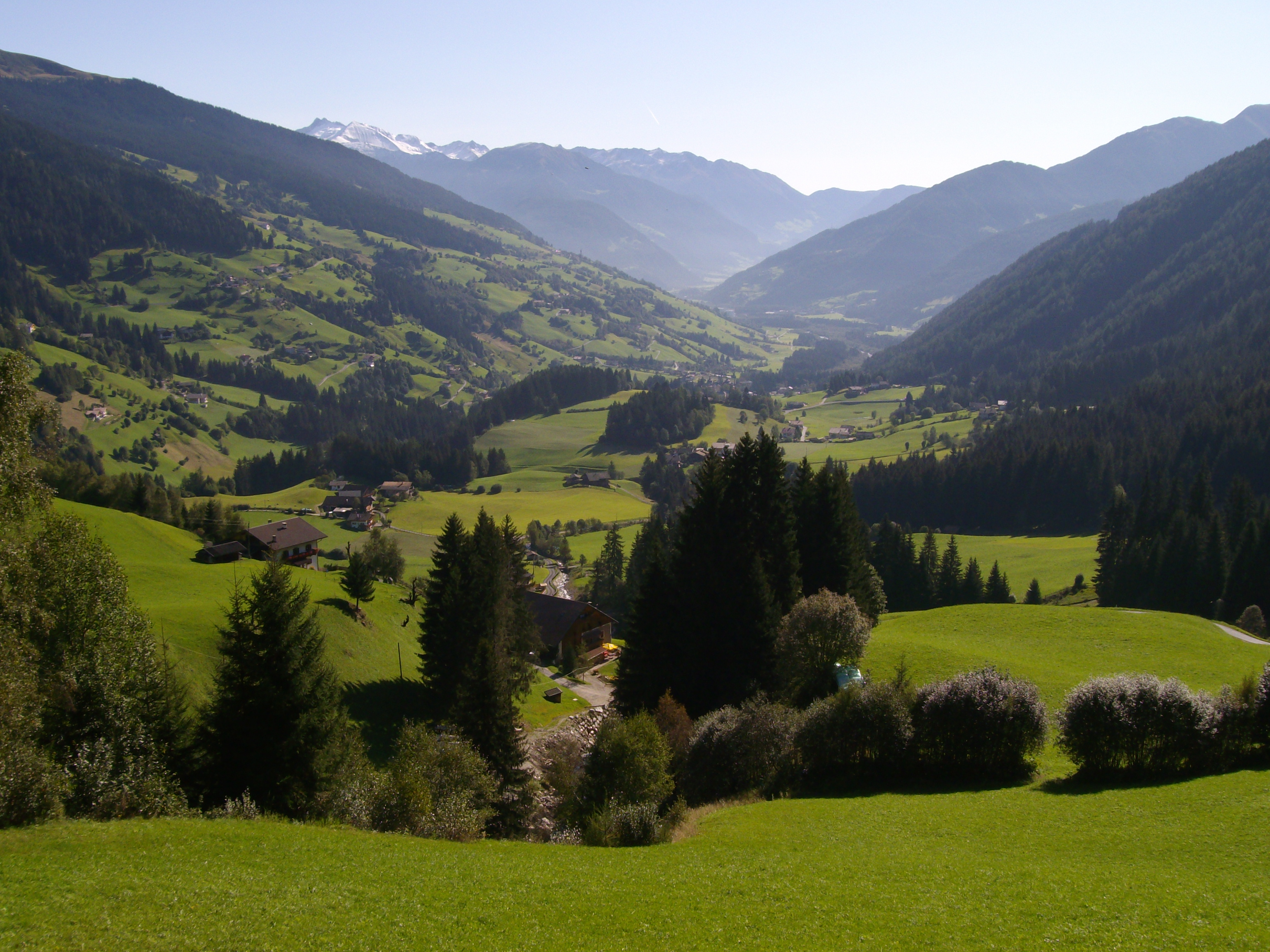
Das mittlere Ridnauntal

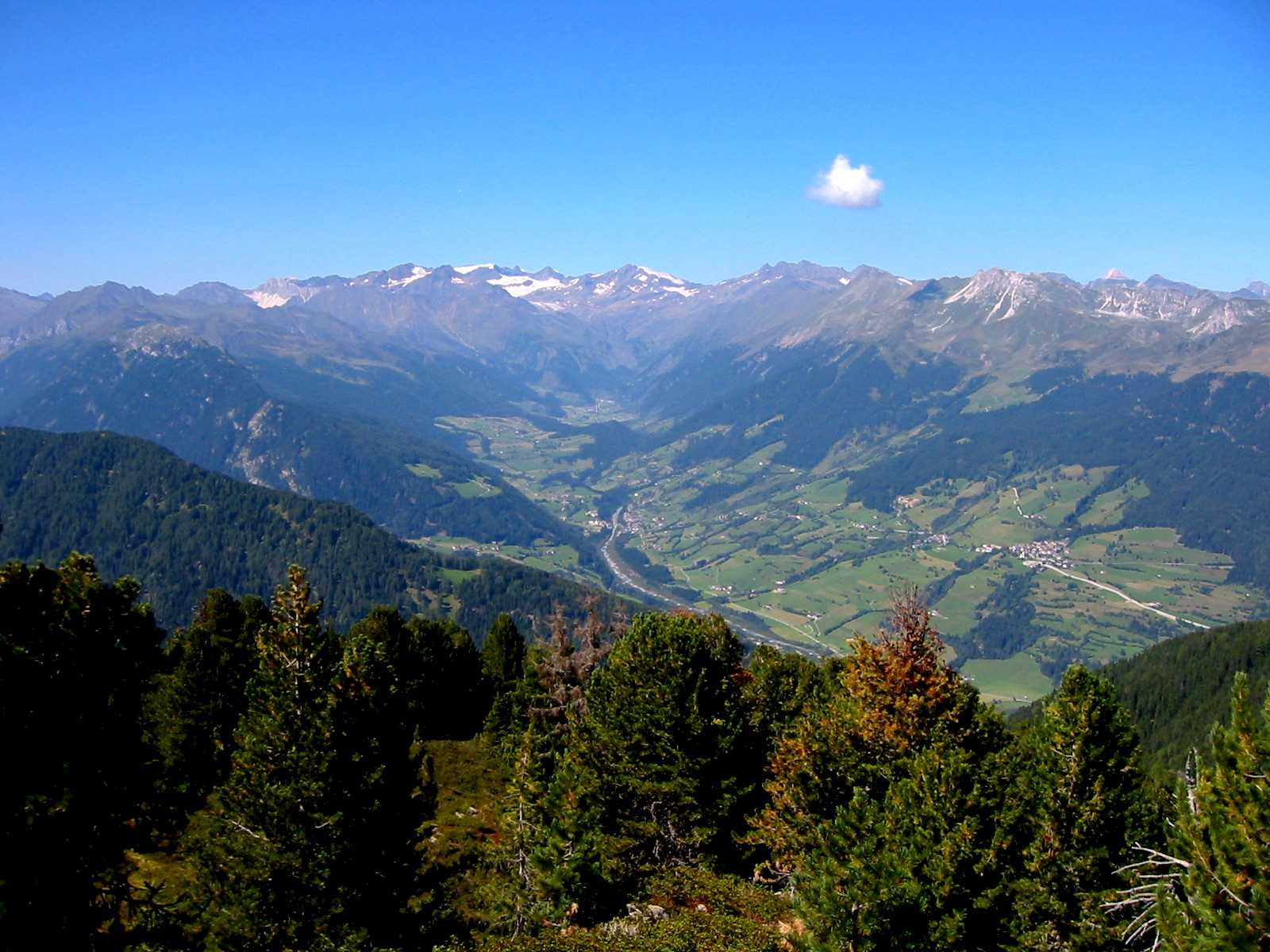
Das Ridnauntal taleinwärts gesehen

Das Ridnauntal (italienisch Val Ridanna), auch einfach Ridnaun oder Mareiter Tal genannt, ist ein 18 Kilometer langes, in nordwestliche Richtung abzweigendes Seitental des Wipptals, in das es bei Sterzing mündet. Entwässert wird es durch den Ridnauner Bach, die Siedlungen im Tal bilden die Fraktionen Ridnaun, Mareit, Telfes und Gasteig der Gemeinde Ratschings in Südtirol (Italien). Die zwei bedeutendsten Seitentäler sind das Ratschingstal und das Jaufental, die beide noch im Eingangsbereich des Ridnauntals ihren Anfang nehmen und Richtung Südwesten streichen.
Das Ridnauntal wird von Bergen der Stubaier Alpen umschlossen. Am westlichen Ende des Tals liegt der Schneeberg, der durch seine 900-jährige Bergbaugeschichte und als eines der höchstgelegenen Bergwerke Europas bekannt wurde: Das Zentrum des Erzabbaus, St. Martin am Schneeberg jenseits der Schneebergscharte bereits im benachbarten Passeiertal, war zur Betriebszeit die höchstgelegene Dauersiedlung der Alpen und lässt sich heute ausgehend von der Schneeberghütte, einer Schutzhütte im ehem. Direktionsgebäude der k.u.k. Grubenverwaltung am Schneeberg, gut erwandern. Im Ortsteil Maiern (1417 m), am oberen Ende des Ridnauntals, wurde seinerzeit das Erz aufbereitet und zum Weitertransport Richtung Sterzing fertig gemacht. Der Bergbau wurde 1978 mangels Rentabilität eingestellt, das Bergwerk 1985 endgültig geschlossen. Seit 1995 erinnert das Südtiroler Bergbaumuseum mit Museumsstollen und Tagestouren zu den originalen Schneebergstollen an den Erzabbau am Schneeberg.
Die wohl bekannteste Persönlichkeit aus dem Ridnauntal war Maria Fassnauer, die Ende des 19. Jahrhunderts als die Riesin von Tirol europaweit bekannt wurde. Sie war rund 2,20 m groß und galt bis zu ihrem Tod 1917 als die größte Frau der Welt.